# Cistanche jodostoma
Cistanche jodostoma là loài thực vật có hoa thuộc họ Cỏ chổi. Loài này được Butkov & Vved. mô tả khoa học đầu tiên năm 1961.